# Klassresan (bok)
Klassresan är en bok av Moni Nilsson-Brännström från 2001, utgiven på Natur & Kultur.

## Handling
Boken handlar om klass 6 B. Men de kommer inte att vara klass 6 B så länge till. Sommarlovet börjar snart, och till hösten börjar de på högstadiet. Fast inte tillsammans. Klassen ska splittras, det har de som bestämmer bestämt. Men en sista resa ska 6 B få göra. En sista klassresa. Den resan kommer Malin, Rasmus, Almaz, Elliot, Josefin, Hamid och alla de andra aldrig att glömma. För det var då som så många av dem nästan blev vuxna. Det var då allting hände
Boken är riktad till barn/ungdomar i 10-13-årsåldern. Den handlar om ungdomsteman som kärlek, vänskap, mobbning, hat och föräldrar. Tvåan heter Malin + Rasmus = Sant.